# Kenzie Taylor
Kenzie Taylor (Midland, Míchigan; 2 de julio de 1990) es una actriz pornográfica y modelo erótica estadounidense.

## Biografía
Nació en la localidad de Midland, ubicada en el condado del mismo nombre de Míchigan, en julio de 1990, en el seno de una familia con ascendencia alemana. Fue en su ciudad natal, después de graduarse en el instituto donde consiguió sus primeros contratos como modelo. Fue a la Universidad, donde consiguió titularse como enfermera, trabajando en el sector con una licencia LNP durante un breve tiempo.
Más tarde, abandonó su vida en Míchigan y se trasladó hasta Tampa (Florida), donde trabajó como estríper en varios clubes. Fue en esta etapa en la que conoció a un actor pornográfico que le puso en contacto con otras personas de la industria, incluidos productores, que le permitieron conseguir sus primeros cástines en Los Ángeles (California).
Debutó como actriz pornográfica en marzo de 2015, a los 25 años. Ha trabajado con estudios como Girlfriends Films, Evil Angel, Mofos, Pure Taboo, Diabolic, 3rd Degree, Wicked, Brazzers, Naughty America, New Sensations o Reality Kings, entre otros.
En 2016 grabó sus primeras escenas de sexo anal así como su primera, en esta temática, pero interracial en Ultimate Blondes 2. Un año más tarde, grabaría sus primeras escenas de sexo interracial en First Prince 3, con Prince Yahshua.
En 2017 consiguió su primera nominación en el circuito de premios de la industria, al ser nominada en los Premios AVN en la categoría de Mejor escena de sexo lésbico en grupo por AJ's Angels junto a A.J. Applegate y Karlie Montana.
Ha rodado más de 850 películas como actriz.
Algunas películas suyas son Agent Dick, Big Boob Orgy 5, Crash, Destruction of Briana Banks, Frat House Orgy, Hot Wife Stories 2, My Face 2, Orgy House, Rectal Workout 3, Slippery When Wet 2, Titty Creampies 9 o Vendetta.

## Premios y nominaciones
| Año  | Ceremonia                  | Resultado                  | Premio                                        | Trabajo                                  |
| ---- | -------------------------- | -------------------------- | --------------------------------------------- | ---------------------------------------- |
| 2017 | Premios AVN                | Nominada                   | Mejor escena de sexo lésbico en grupo         | AJ's Angels                              |
| 2017 | Nominada                   | Premio fan: Culo más épico | —                                             |                                          |
| 2017 | Inked Awards               | Ganadora                   | Mejor oral                                    | —                                        |
| 2019 | Premios AVN                | Nominada                   | Mejor escena de sexo en grupo                 | The Orgy House                           |
| 2019 | Premios AVN                | Nominada                   | Premio fan: Estrella mediática                | —                                        |
| 2019 | Transgender Erotica Awards | Ganadora                   | Mejor artista no transexual - mujer           | —                                        |
| 2020 | Premios AVN                | Nominada                   | Mejor actriz                                  | Captain Marvel XXX: An Axel Braun Parody |
| 2020 | Premios AVN                | Nominada                   | Mejor escena de trío M-H-M                    | Captain Marvel XXX: An Axel Braun Parody |
| 2020 | Premios AVN                | Ganadora                   | Mejor escena de sexo con transexual           | Captain Marvel XXX: An Axel Braun Parody |
| 2020 | Premios XBIZ               | Nominada                   | Mejor actriz protagonista                     | Captain Marvel XXX: An Axel Braun Parody |
| 2020 | Premios XBIZ               | Nominada                   | Mejor escena de sexo en película lésbica      | Captain Marvel XXX: An Axel Braun Parody |
| 2020 | Premios XBIZ               | Nominada                   | Mejor escena de sexo en película protagonista | Captain Marvel XXX: An Axel Braun Parody |
| 2021 | Premios XBIZ               | Nominada                   | Mejor escena de sexo en realidad virtual      | New Year's Eve 2019                      |
| 2022 | Premios XBIZ               | Nominada                   | Mejor escena de sexo en película protagonista | Love, Sex & Lawyers                      |
| 2022 | Premios XBIZ               | Nominada                   | Mejor escena de sexo transexual               | PansexualX Porn Crush                    |
| 2023 | Premios AVN                | Nominada                   | Mejor actriz                                  | Deranged (Vols. 1 & 2)                   |
| 2023 | Premios XBIZ               | Nominada                   | Mejor actuación protagonista                  | Deranged                                 |
| 2023 | Premios XBIZ               | Nominada                   | Mejor actuación de reparto                    | Spideypool XXX: An Axel Braun Parody     |
| 2023 | Premios XBIZ               | Nominada                   | Mejor escena de sexo en película gonzo        | Oil Overload 17                          |
| 2025 | Premios AVN                | Nominada                   | Mejor escena de blowbang                      | Kenzie Tries a New Liquid Diet           |
| 2025 | Premios XMA                | Nominada                   | Mejor escena de sexo en película lésbica      | Lesbian Threesomes 2                     |